# Mogera tokudae
Espèce
Statut de conservation UICN

 NT  : Quasi menacé
Mogera tokudae est une espèce de Mammifères de la famille des Talpidés (Talpidae). C'est une taupe japonaise.

## Habitat et répartition

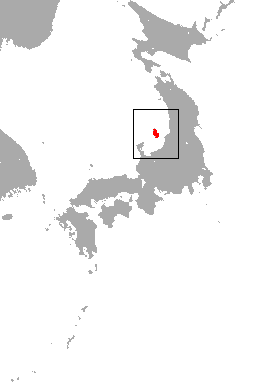
Carte de répartition au Japon.

Mogera tokudae est un animal terrestre asiatique.
Cette taupe est endémique du Japon.

## Classification
L'espèce a été décrite pour la première fois en 1940 par le zoologistes japonais Nagamichi Kuroda (1889-1978).
Classification plus détaillée selon le Système d'information taxonomique intégré (SITI ou ITIS en anglais) :
 Règne : Animalia ; sous-règne : Bilateria ; infra-règne : Deuterostomia ; Embranchement : Chordata ; Sous-embranchement : Vertebrata ; infra-embranchement : Gnathostomata ; super-classe : Tetrapoda ; Classe : Mammalia ; Sous-classe : Theria ; infra-classe : Eutheria ; ordre : Soricomorpha ; famille des Talpidae ; sous-famille des Talpinae ; tribu des Talpini ; genre Mogera.
Traditionnellement, les espèces de la famille des Talpidae sont classées dans l'ordre des Insectivores (Insectivora), un regroupement qui est progressivement abandonné au XXIe siècle.

### Liste des sous-espèces
Selon Catalogue of Life (5 octobre 2015) et Mammal Species of the World (version 3, 2005)  (5 octobre 2015) :
- sous-espèce Mogera tokudae etigo Yoshiyuki & Imaizumi, 1991
- sous-espèce Mogera tokudae tokudae Kuroda, 1940